# Jászszentandrás
Jászszentandrás is een plaats (község) en gemeente in het Hongaarse comitaat Jász-Nagykun-Szolnok. Jászszentandrás telt 2688 inwoners (2001).